# Rafael
Rafael Sanzio, sub nume de naștere Raffaello Sanzio, cunoscut și ca Rafael sau Raffaello (n. 6 aprilie 1483, Urbino, Ducatul Urbino, Statele Papale – d. 6 aprilie 1520, Roma, Statele Papale) a fost un pictor și arhitect de seamă al Renașterii italiene, unul din cei mai mari artiști ai tuturor timpurilor, iar moartea sa prematură a pus capăt unei cariere excepționale.

## Biografia
Raffaello Santi, devenit cunoscut ca Rafael Sanzio (sau, simplu, Rafael), s-a născut în primăvara anului 1483, la 6 aprilie, în orașul Urbino. Tatăl său a fost Giovanni di Santi di Pietro, pictor de curte al principilor de Montefeltro. Urbino a fost în timpul Renașterii un important centru al vieții culturale italiene.

### Tinerețea și anii de ucenicie

Rafael - Portretul lui Baldassare Castiglione (1515) - Muzeul Luvru, Paris

Rafael a crescut într-un mediu foarte receptiv la artă, primul său profesor fiind chiar tatăl său, poate nu prea remarcabil ca pictor, dar fără îndoială un bun pedagog. La vârsta de unsprezece ani, Rafael rămâne orfan. Nu se știe dacă la vremea aceea frecventa deja la Perugia atelierul lui Perugino, dar este sigur că prezența sa în cercul marelui pictor datează din 1496. Rafael își ajuta maestrul în realizarea a numeroase comenzi, de aceea pe unele tablouri ale lui Perugino criticii înclină să recunoască urmele penelului său. În anul 1500, numele lui Rafael este menționat într-un contract cu titulatura de "magistru", ceea ce dovedește măsura talentului său, căci este rar ca un tânăr de 17 ani să fie recunoscut ca maestru.
Când Rafael sosește la Florența în anul 1504, gloria artei florentine începuse să pălească, dar dovezile epocii sale de aur mai erau încă vii. Rafael studiază stilul vechi al lui Masaccio, cuceririle lui Leonardo da Vinci și Michelangelo, ceea ce l-a dus la obținerea unor rezultate strălucite și la perfecționarea propriului stil. Dar pentru Rafael, a cărui ambiție era uriașă, Florența începe să se dovedească a fi prea mică. În această perioadă, la Roma, arhitectul Bramante începe lucrările de construcție a Bazilicii Sfântul Petru. Bramante, care era și el originar din Urbino, îl sfătuiește pe papa Iuliu al II-lea să-l angajeze pe Rafael la Vatican Rafael sosește la Roma la sfârșitul anului 1508 sau începutul lui 1509 și se apucă de lucru fără întârziere. Ia parte la decorarea "stanze"-lor - camerele apartamentului papal din Vatican - unde se păstraseră și decorațiile altor artiști. Stilul fin și generos al lui Rafael l-a încântat în așa măsură pe papă, încât a dat ordin să fie acoperite cu vopsea picturile altor maeștri, pentru ca gloria realizării frescelor din acele încăperi să-i revină exclusiv lui Rafael. Execuția acestei lucrări durează până în anul 1517. Picturile și decorațiunile sale grandioase stârnesc admirația locuitorilor Romei.

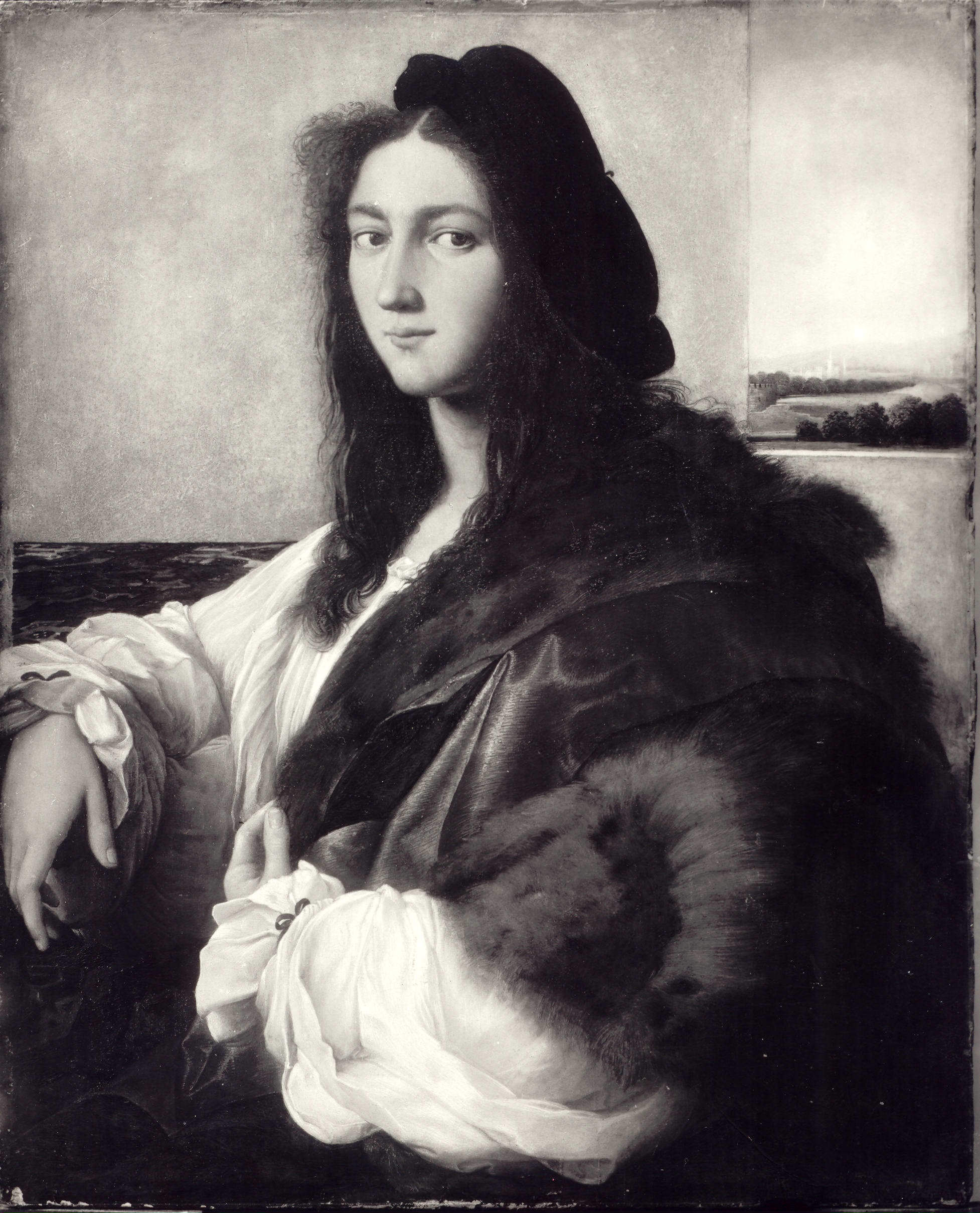
Rafael - Portretul lui Francesco Maria della Rovere (1514) - Muzeul Czartoryski, Cracovia

Crește repede și renumele lui Rafael, astfel încât primește nenumărate comenzi. Artistul realizează multe portrete - cum este cel al lui Baldassare Castiglione sau al Donei Velata - pictează o serie de Madone de un farmec fără egal. Când în 1514 Bramante moare, noul papă, Leon al X-lea, îi încredințează lui Rafael conducerea lucrărilor de construcție a Bazilicii Sfântul Petru.
Roma, care a ajuns acum capitala Renașterii italiene, este în același timp și orașul celor mai strălucitoare monumente din Antichitate. Papa ar vrea să glorifice această epocă și îl însărcinează pe Rafael să execute desene despre Roma antică. Această ultimă lucrare nu o mai poate duce la bun sfârșit. La 6 aprilie 1520, în vârstă de numai 37 de ani, Rafael moare subit. Giorgio Vasari, biograful artiștilor Renașterii italiene, el însuși pictor, notează: "Când a dispărut acest artist nobil, arta s-a oprit în loc ca și cum ar fi orbit".

## Din operele lui Rafael

### Camerele de la Vatican

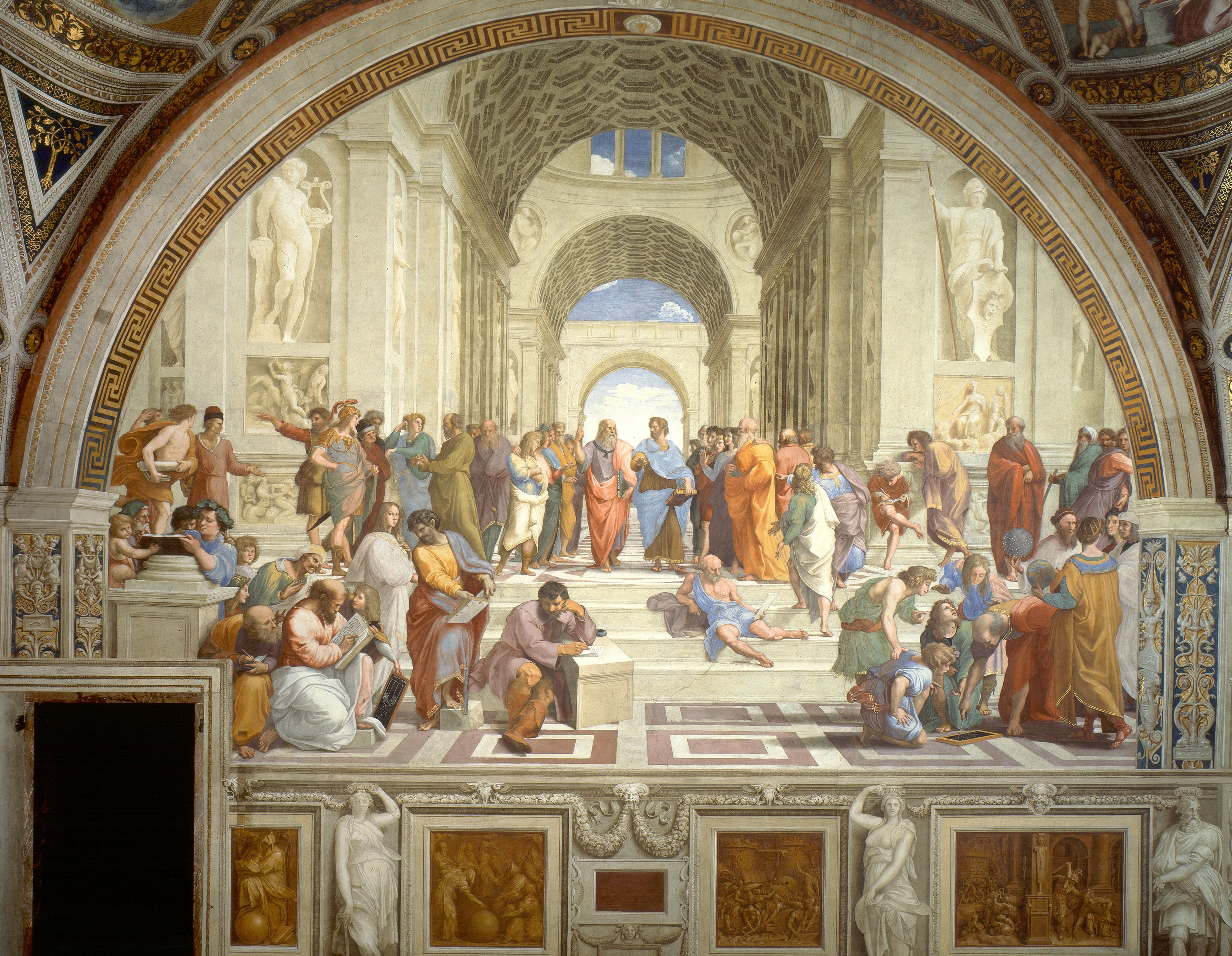
Rafael, Școala ateniană (1509-1510), Frescă, Stanza della Segnatura, Vatican

La scurtă vreme după sosirea sa la Roma, Rafael începe lucrările de decorare a camerelor din Vatican, cunoscute ulterior sub numele de Le Stanze di Raffaello. Aici ia naștere una din cele mai importante creații ale sale, Școala ateniană. La cererea personală a papei, frescele din Stanza della Segnatura abordează temele: Adevărul, Bunătatea și Frumusețea. În scena înfățișând Parnasul, Rafael identifică Frumusețea cu muzica și poezia, Bunătatea este exprimată de virtuțile fundamentale, iar Adevărul, legat de noțiunea rațiunii, este reprezentat de grupul filozofilor din Atena antică.
Școala din Atena este o alegorie a filozofiei. În centrul tabloului apare Platon, ținând într-o mână dialogul "Timaios" iar cu cealaltă mână arătând spre cer, lumea ideilor desăvârșite, alături de el Aristotel ține în mâna stângă "Etica", iar cu dreapta arată spre pământ. Aceste gesturi pot fi interpretate drept contrare: idealismul primului este opusul doctrinei filozofice a naturii pe care o afirmă celălalt. Tavanul cu casete al clădirii amintește de noua Basilică Sfântul Petru pe care Bramante tocmai o construiește.

### Madonele lui Raffael

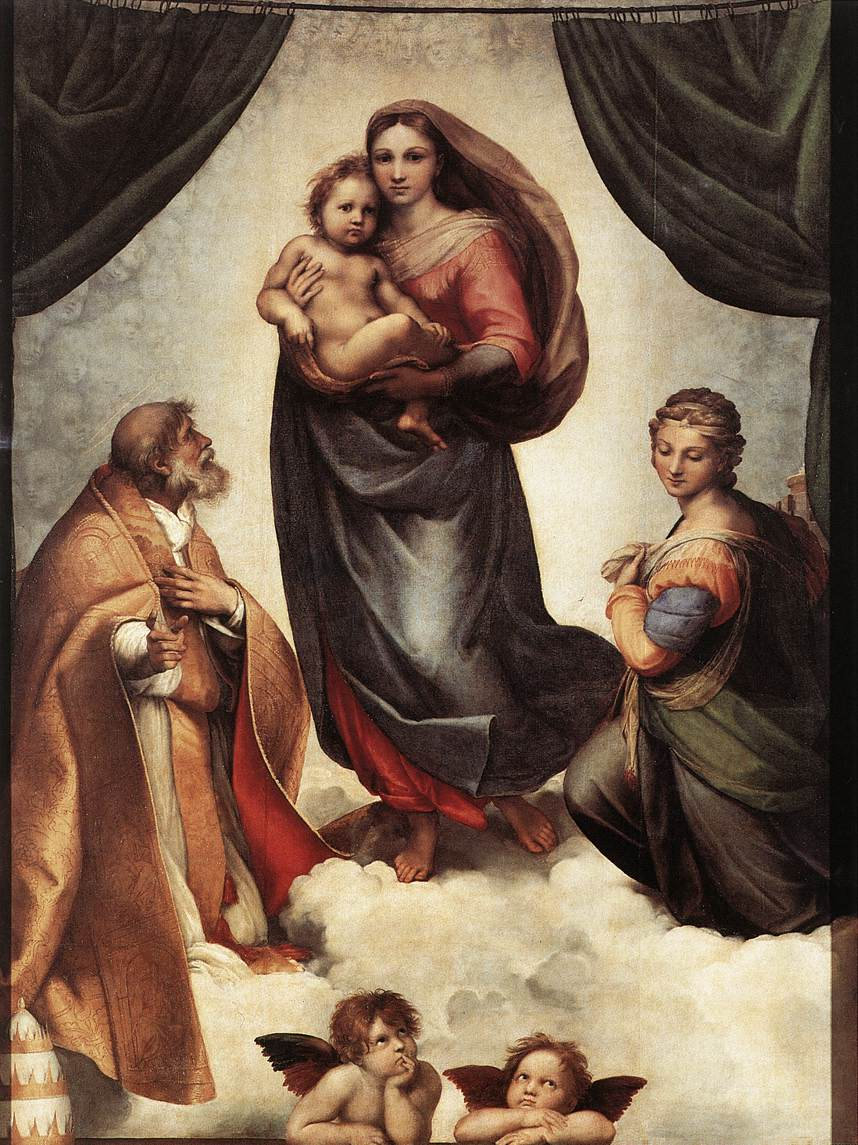
Rafael - Madonna Sistina (1513) - Gemäldegalerie, Dresda

Rafael a pictat numeroase compoziții în care apare figura Fecioarei Maria în diferite ipostaze. În 1507, când mai era încă la Florența, pictează Madona cu sticlete, restaurată mai târziu de Rodolfo Ghirlandaio. În tabloul Madonna dell'Impannata, Fecioara Maria și Pruncul Iisus sunt înconjurați de Sfânta Elisabeta, Sfânta Ecaterina și Sfântul Ioan Botezătorul. Grație culorilor calde, opera respiră bucurie și calm, luminată de zâmbetul senin al pruncului.
Madonna di Foligno (1510) și Madonna Sixtină (1513) arată bogăția culorilor, eleganța figurilor și îndrăzneala în invenția compoziției, caracteristică perioadei romane a lui Rafael. Pictura este realizată în ulei pe pânză. Dimensiunile sunt de 265cm- 198cm.

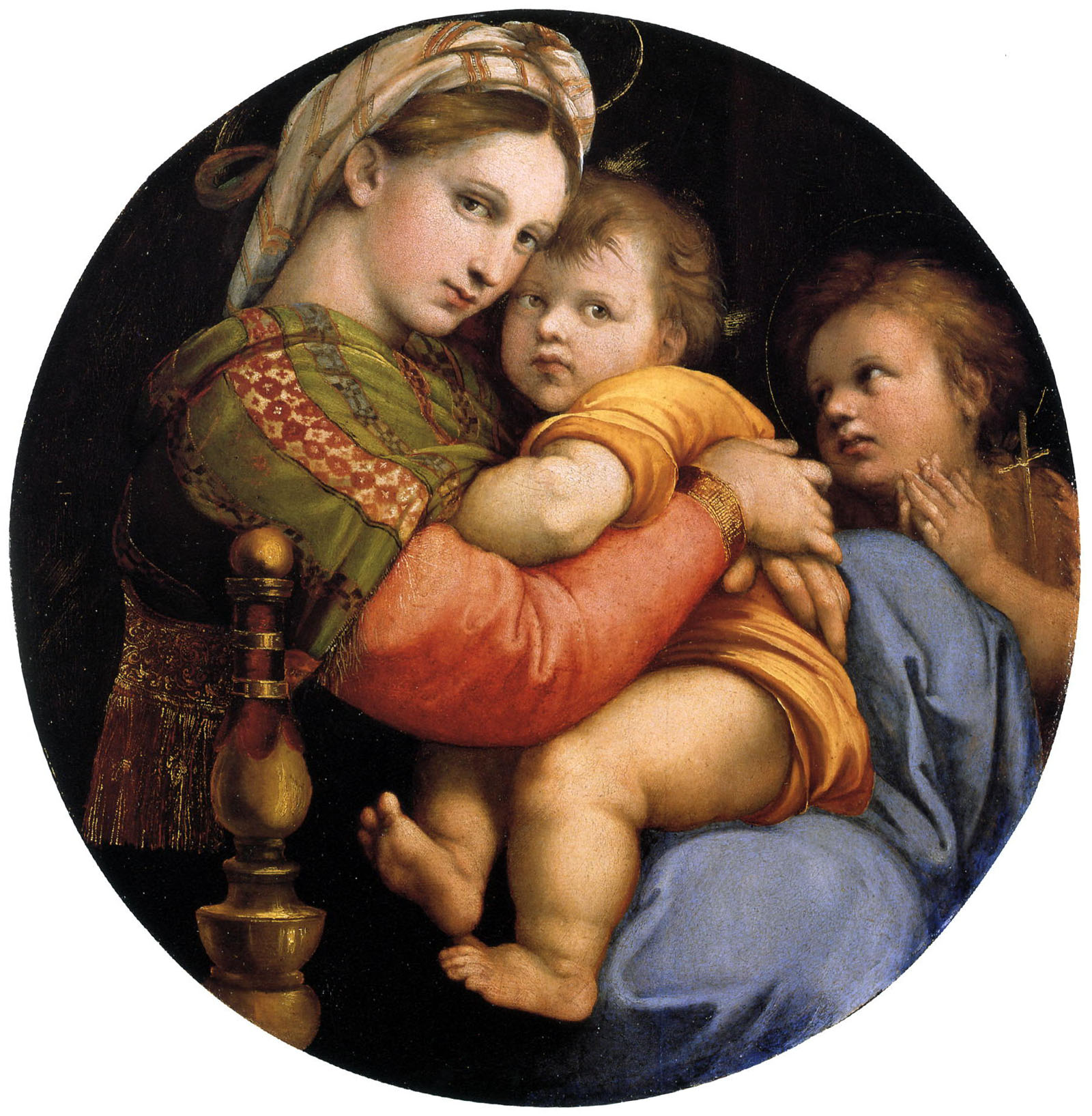
Rafael - Madonna della Sedia (1514) - Galleria Palatina, Florența

Madonna della Sedia este una dintre cele mai renumite picturi ale lui Rafael. Formatul circular conferă tabloului un aer deosebit de familiar, rotunjimea figurilor creează senzația de legănare. Foarte omenești sunt gestul matern, plin de dragoste al Mariei și mișcarea micului Iisus, precum și îmbrățișarea lor, care subliniază esența intimă a scenei. Lucrarea este îmbogățită de efecte cromatice din tonuri calde, vii, pline de lumină. Rafael pune culorile aproape senzual, creând acea strălucire care umple tabloul de seninătate liniștitoare.

### Triumful Galateei
Decorațile palatului din Vatican îi aduc repede celebritatea. Bancherul Agostino Chigi îi încredințează lui Rafael decorarea sălii Galateei din Villa Farnesina, proaspăt construită. Nereida Galateea, figură fermecătoare a mitologiei greco-romane, este fiica oceanidei Doris și a zeului marin Nereus. Galateea este curtată de uriașul ciclop Polyphemos, care încearcă să o seducă. Ea îl respinge deoarece este îndrăgostită de frumosul păstor Akis. Când însă află că Polyphemos este fiul zeului Poseidon, Galateea - de teamă- încearcă să-și ascundă disprețul sub vălul bunăvoinței.

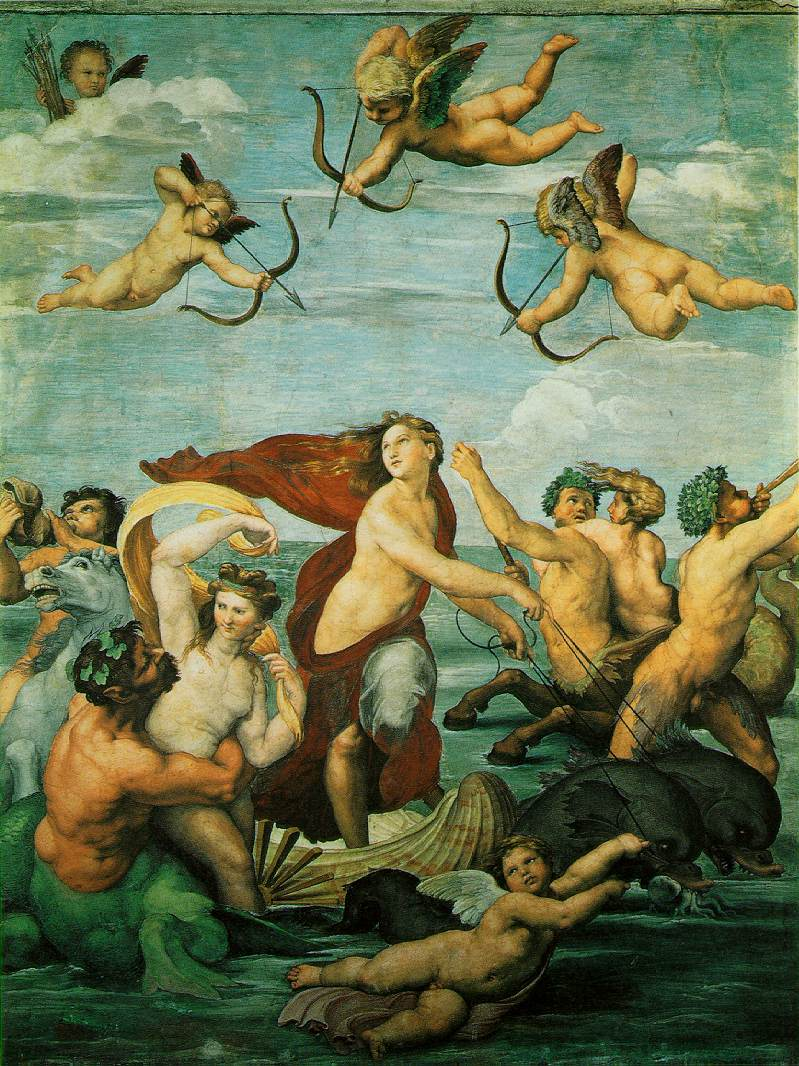
Rafael - Triumful Galateei (1512) - Frescă, Villa Farnese, Roma

Scena se desfășoară pe mare. Carul-scoică tras de delfini este înconjurat de tritoni și nereide. În car, în poziție triumfală, stă Galateea. Cu măiestria sa, Rafael știe să dezvăluie din scena prezentată întreaga expresie conținută în ea. În mișcarea trupurilor se simte o incredibilă energie. Culorile sunt splendide, albastrul strălucitor al cerului și marea de smarald, licărind de pete luminoase, constituie fundalul frescei. Rafael a preluat modul de zugrăvire a corpurilor de la Michelangelo, cu care, poate, s-a luat la întrecere în privința redării anatomiei, musculaturii și mișcării.
Fiind în slujba Vaticanului, dar primind și comenzi particulare, Rafael - în afara nenumăratelor Madone - a pictat numeroase compoziții pe teme religioase, răspunzând cerințelor epocii sale. Tehnica folosită a fost fie uleiul pe lemn, fie fresca.
Prima pictură a lui Rafael purtând semnătura artistului este Logodna Fecioarei Maria (Ulei pe lemn, 1504), comandată de familia Albizzini pentru biserica San Francesco di Città din Castello, realizată sub puternica influență a lui Perugino. Rafael zugrăvește această scenă cu multă minuțiozitate din punctul de vedere al cromaticii și al punerii în spațiu, figurile sunt însă prea rigide, ceea ce afectează încărcătura misterioasă a compoziției.

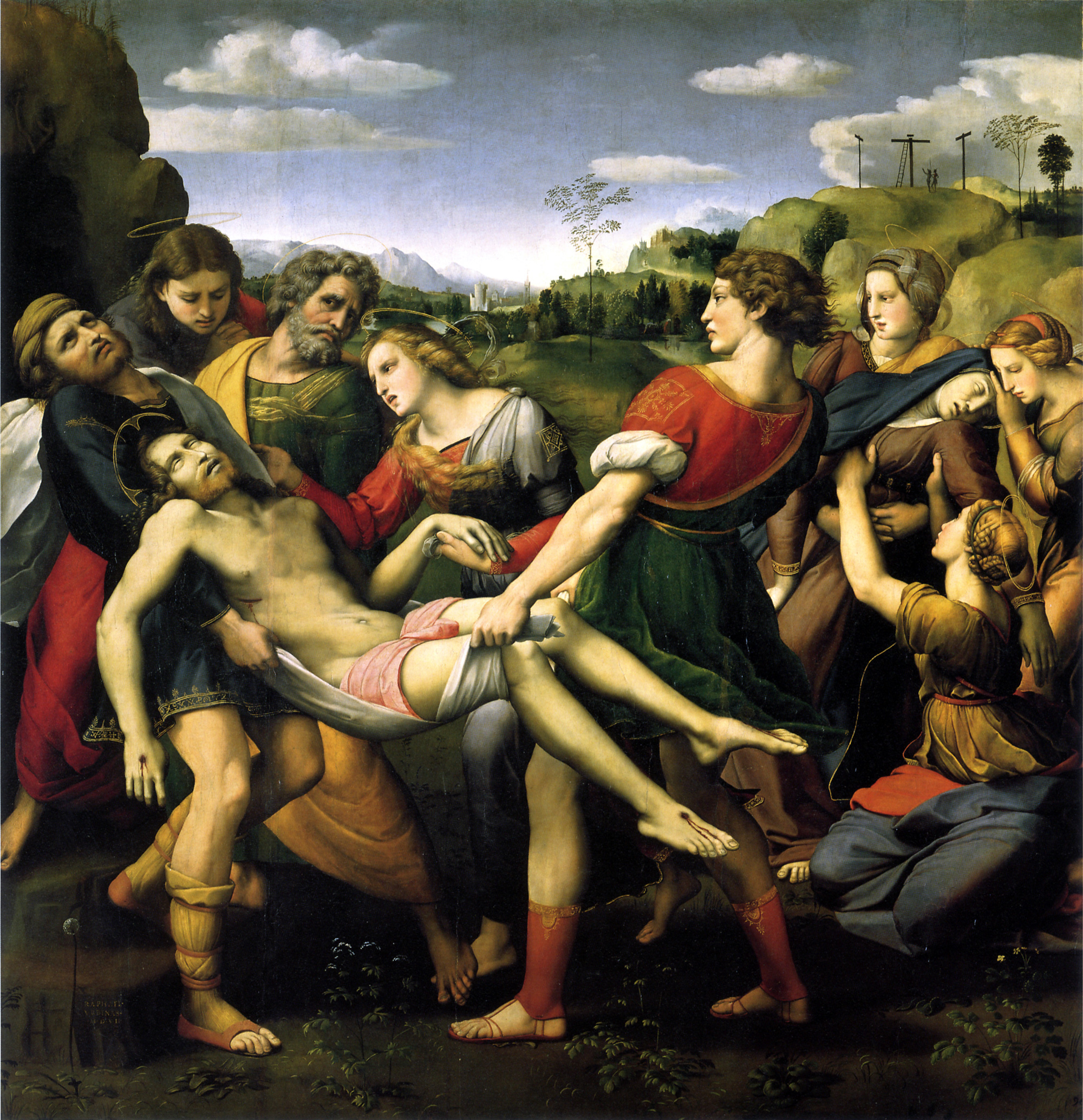
Rafael - Punerea în mormânt (1507 - Ulei pe lemn, Galleria Borghese, Roma

În anul următor, 1505, pictează cele două tablouri Sfântul Mihail și satana și Sfântul Gheorghe și balaurul, cu o tematică asemănătoare, dar deosebite în ceea ce privește realizarea artistică, arătând cât de mult a evoluat Rafael într-un scurt răstimp. În timp ce în primul tablou se constată mai puțină eleganță și vioiciune, în al doilea Rafael a știut să înfățișeze strălucit dinamismul luptei, căreia îi contrapune blândețea peisajului care închide fundalul îndepărtat.
Lucrarea Punerea în mormânt a fost comandată lui Rafael de Atalanta Baglione, în amintirea fiului său care și-a pierdut viața într-o luptă la Perugia. După mai multe peregrinări, pictura este în prezent expusă în Galleria Borghese din Roma. Compoziția este remarcabilă, amintind sculpturile cu tema Pietà ale lui Michelangelo.
În 1514 Rafael a pictat compoziția intitulată Sfânta Cecilia, la cererea Elenei Duglioli dall'Olio, pentru biserica San Giovanni in Monte din Bologna. Datorită realizării necanonice a sfinților și a îngerilor, pictura nu poate fi considerată ca o compoziție sacră. În plus, o noutate surprinzătoare o constituie „natura moartă”, alcătuită de instrumentele muzicale, ce închide partea inferioară a tabloului.

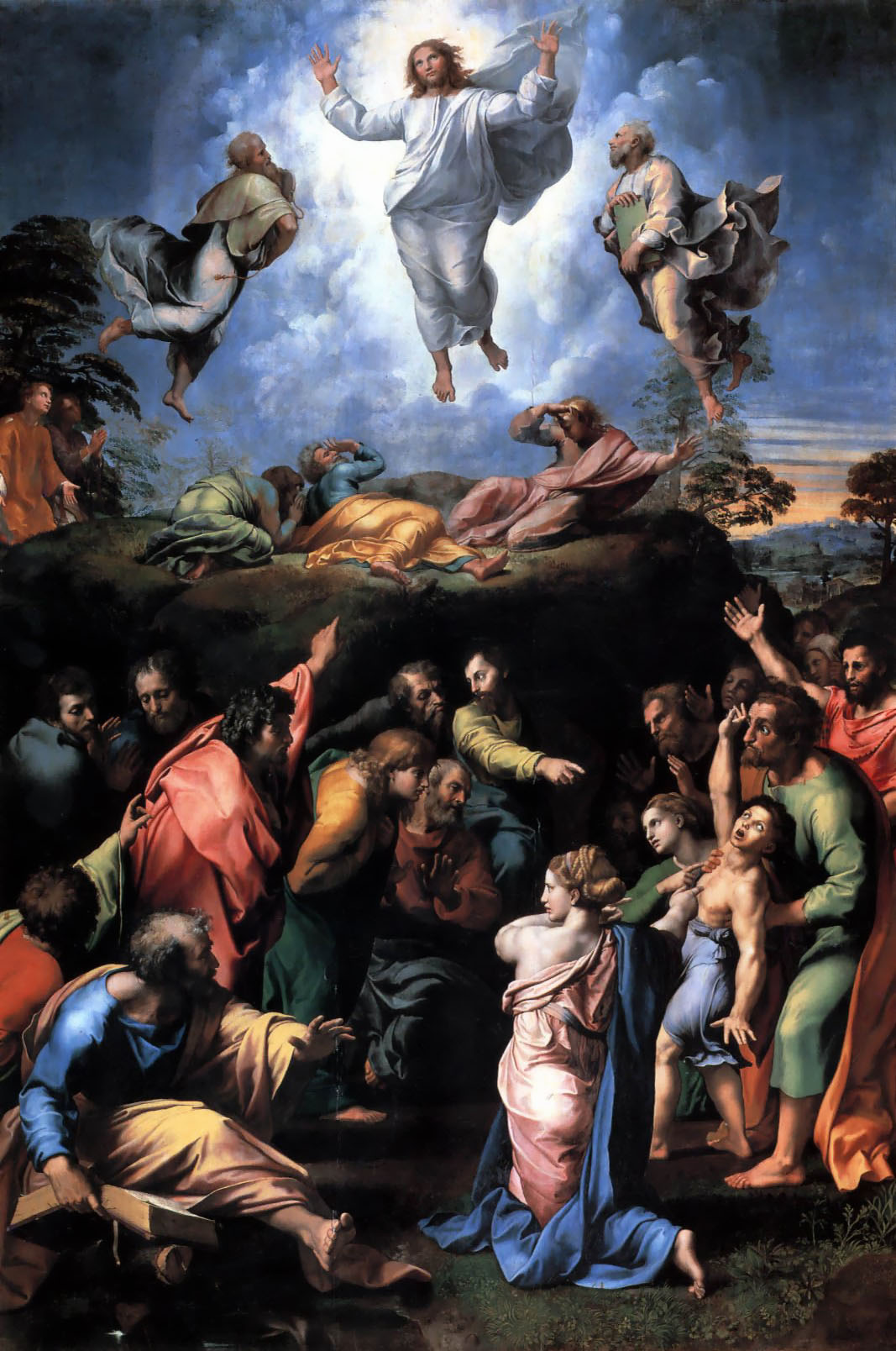
Rafael - Schimbarea la față (1518-1520) - Ulei pe lemn, Muzeul Vaticanului, Roma

Pictând Sfânta Ecaterina, Rafael renunță la zugrăvirea atributelor ce însoțesc persoana sfintei, liniile ușor curbate sunt caracteristice atât corpului, cât și cutelor veșmântului său. Figura sfintei, cufundată în extaz, se desprinde clar din peisajul scăldat în lumina caldă a soarelui, în timp ce în mișcarea ei se descoperă o anume senzualitate.
Tabloul intitulat Apoteoza sau Schimbarea la față a fost comandat de cardinalul Giulio de Medici în 1517, pentru catedrala din Narbonne. Tabloul a fost readus la Vatican în 1815 și a trebuit să sufere două restaurări. Pictura evocă concomitent două scene biblice: în partea de sus se vede schimbarea la față a lui Iisus pe muntele Tabor în prezența apostolilor copleșiți de cele văzute, jos se întâmplă o minune, un copil posedat de diavol se vindecă. Atmosfera spaimei ce domină partea de jos a compoziției contrastează cu aspectul părții superioare, acolo unde strălucește lumina ce radiază din trupul lui Iisus.

## Moștenirea lui Rafael
Din tinerețe, Rafael a crescut în bogata atmosferă a culturii umaniste a Renașterii. A slujit această cultură și s-a slujit de ea, pentru ca, în final, să devină unul dintre cei mai iluștri reprezentanți ai ei.
Rafael a lăsat în urma sa o operă impresionantă. Încă în timpul vieții a fost considerat unul din cei mai mari artiști ai epocii. Deși a avut o viață scurtă, a crescut numeroși discipoli, printre care talentatul Giovanni da Udine. Multe generații de tineri pictori învață din desenele sale ce se găsesc în numeroase muzee ale lumii. Ingres i-a purtat toată viața o nemărginită admirație și a copiat cele mai bune opere ale sale. Chiar și Delacroix, care era mai interesat de efectele cromatice decât de finețea desenului, se inspiră în tabloul său Izgonirea lui Heliodor nemijlocit din fescele lui Rafael din Vatican